# Ikwezi
Ikwezi – gmina w Republice Południowej Afryki, w Prowincji Przylądkowej Wschodniej, w dystrykcie Cacadu. Siedzibą administracyjną gminy jest Jansenville.